# Světová revoluce

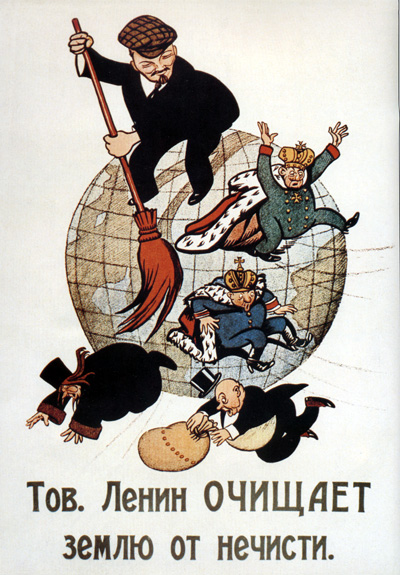
Plakát propagandy komunistické strany

Světová revoluce podle marxismu bude proletářská revoluce, která naráz či postupně vypukne ve všech vyspělých zemích světa, a její vítězství umožní uskutečnění komunistické společnosti. Potřebu světové revoluce vyjadřují v nejkoncentrovanější podobě slova, jimiž končí Marxův a Engelsův Komunistický manifest: „Proletáři všech zemí, spojte se!“
Když se během 20. let 20. století ukázalo, že ke světové revoluci v blízké budoucnosti nedojde, přišel Stalin s alternativní vizí uskutečnění „socialismu v jedné zemi“, tedy v SSSR.
Rozsáhlá publikace s českým názvem „Světová revoluce“ je rovněž stěžejním dílem prezidenta Masaryka, pojednávající o vývoji a změnách světa v průběhu 1. světové války, vedoucí též ke vzniku Československé republiky.